# Maria Lorek
Maria Faustyna Lorek (ur. 26 sierpnia 1988 w Krakowie) — polska malarka i konserwatorka dzieł sztuki.  

## Życiorys
Studiowała na Akademii Sztuk Pięknych w Krakowie na Wydziale Konserwacji i Restauracji Dzieł Sztuki. Dyplom magisterski otrzymała na Wydziale Konserwacji i Restauracji Dzieł Sztuki na Technische Universität w Monachium.  
Współpracowała przy projektach konserwatorskich w Niemczech oraz we Włoszech, m.in. wykonała konserwację jedwabnej flagi z 1648 roku wykonanej z okazji Pokoju westfalskiego na zakończenie wojny trzydziestoletniej, konserwację transferów malowideł ściennych Wilhelma von Kaulbach, konserwację malowideł ściennych w starożytnym Pergamonie oraz wiele zabytków architektury oraz malarstwa ściennego w starożytnych Pompejach. 
Poza konserwacją sztuki uprawia także malarstwo olejne. Ma za sobą kilkanaście wystaw artystycznych. Jej prace są wystawiane są w galeriach sztuki we Włoszech oraz w Polsce. 
Mieszka na Wybrzeżu Amalfitańskim.